# La Fontenelle (Ille-et-Vilaine)
La Fontenelle ist eine Ortschaft und eine Commune déléguée in der französischen Gemeinde Val-Couesnon mit 518 Einwohnern (Stand 1. Januar 2022) Département Ille-et-Vilaine in der Bretagne.

## Geschichte
Der Name „La Fontenelle“ entstammt lateinischen „Fontanella“ abgeleitet – das bedeutet eine kleine Fontäne. Frühere bekannte Ortsnamen waren Fontenella (1154) und Fontenilla (16. Jahrhundert).
Die Gemeinde La Fontenelle wurde am 1. Januar 2019 mit Antrain, Saint-Ouen-la-Rouërie und Tremblay zur Commune nouvelle Val-Couesnon zusammengeschlossen. Sie gehörte zum Kanton Antrain im Arrondissement Fougères-Vitré. Sie grenzte im Norden an Sougéal, im Osten an Antrain, im Südosten an Tremblay, im Südwesten und im Westen an Bazouges-la-Pérouse und im Nordwesten an Vieux-Viel.

### Bevölkerungsentwicklung
| Jahr      | 1962 | 1968 | 1975 | 1982 | 1990 | 1999 | 2005 | 2017 |
| --------- | ---- | ---- | ---- | ---- | ---- | ---- | ---- | ---- |
| Einwohner | 711  | 699  | 632  | 545  | 528  | 514  | 522  | 542  |

## Sehenswürdigkeiten

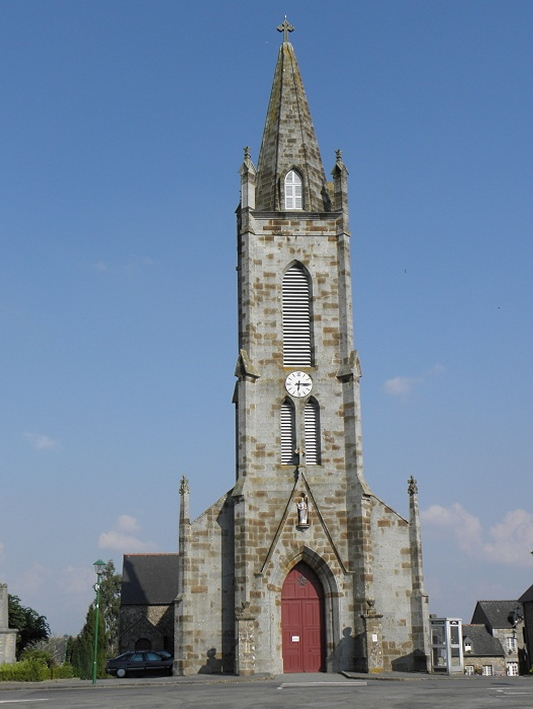
Kirche Saint-Samson
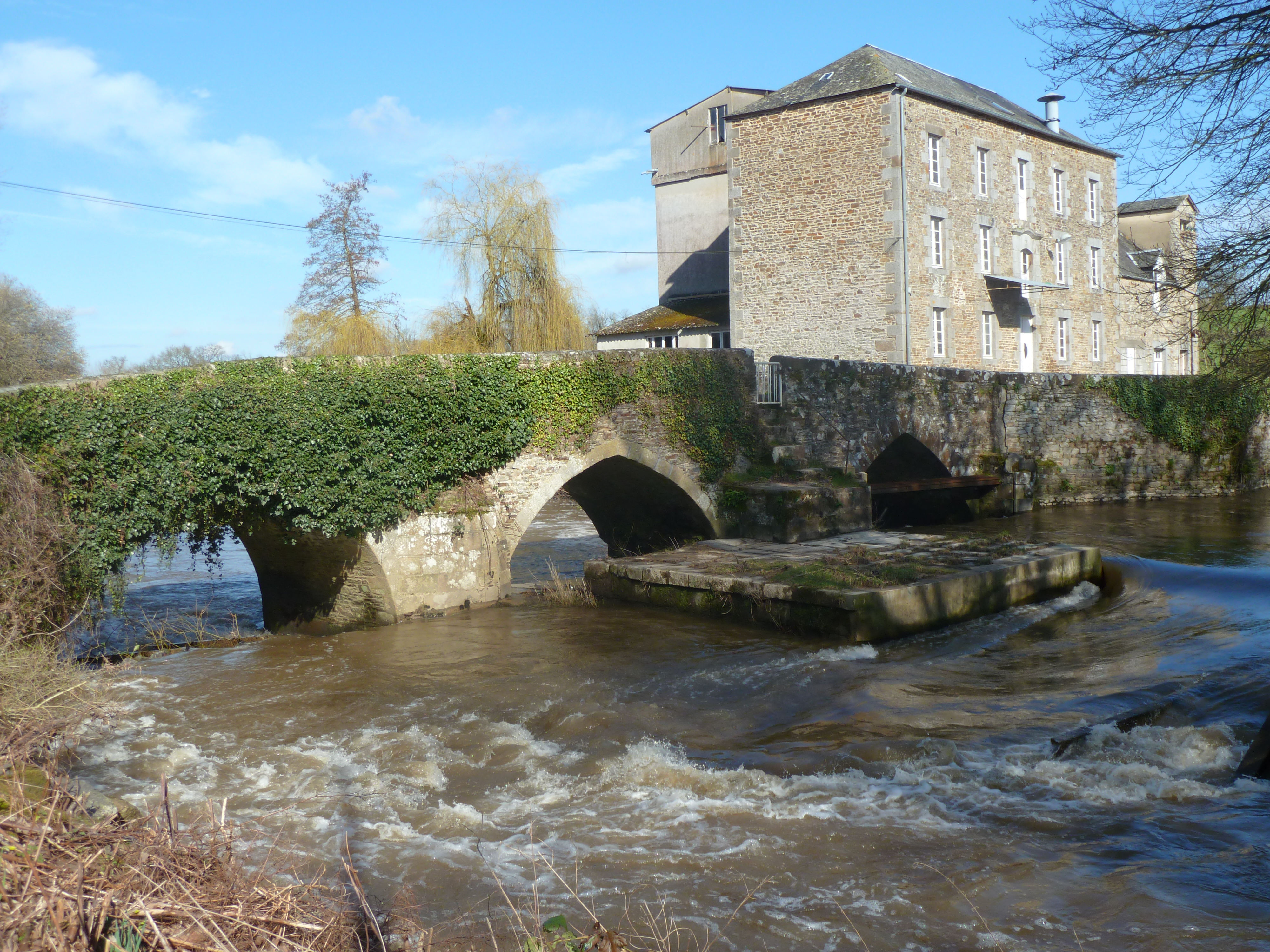
Brücke über den Couesnon; der Fluss bildet hier die Grenze zu Antrain

- Brücke über den Couesnon
- Kriegerdenkmal
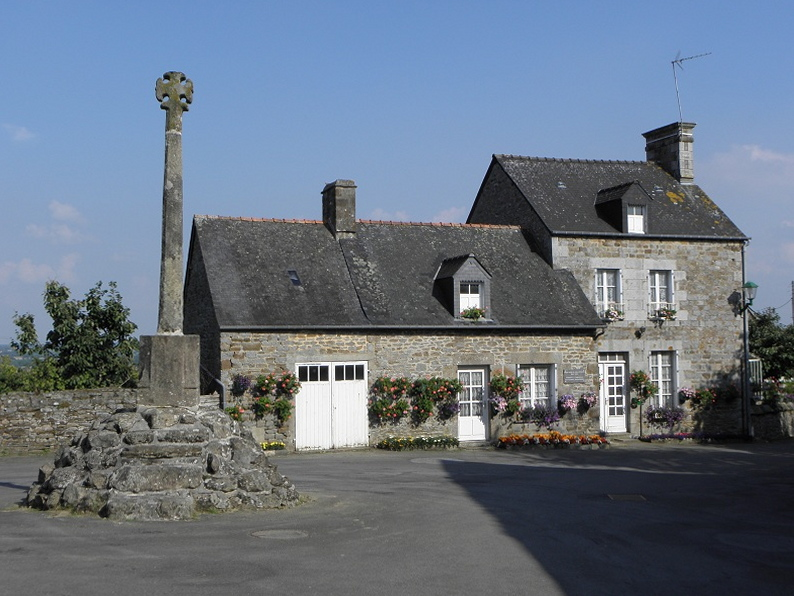
Geburtshaus von Jean Langlais

- Kirche Saint-Samson
- Brücke über den Couesnon; der Fluss bildet hier die Grenze zu Antrain
- Geburtshaus von Jean Langlais

## Persönlichkeiten
- Jean Langlais (1907–1991), Komponist und Organist